# Vajka (Szerbia)
Vajka (szerbül:Vojka, Војка) település Szerbiában, a Vajdaságban, a Szerémségi körzetben, Ópazova községben.

## Demográfiai változások
| 1948  | 1953  | 1961  | 1971  | 1981  | 1991  | 2002  |
| ----- | ----- | ----- | ----- | ----- | ----- | ----- |
| 3 748 | 3 812 | 3 928 | 4 923 | 4 343 | 4 642 | 5 012 |